# Apocalipse (Bíblia)

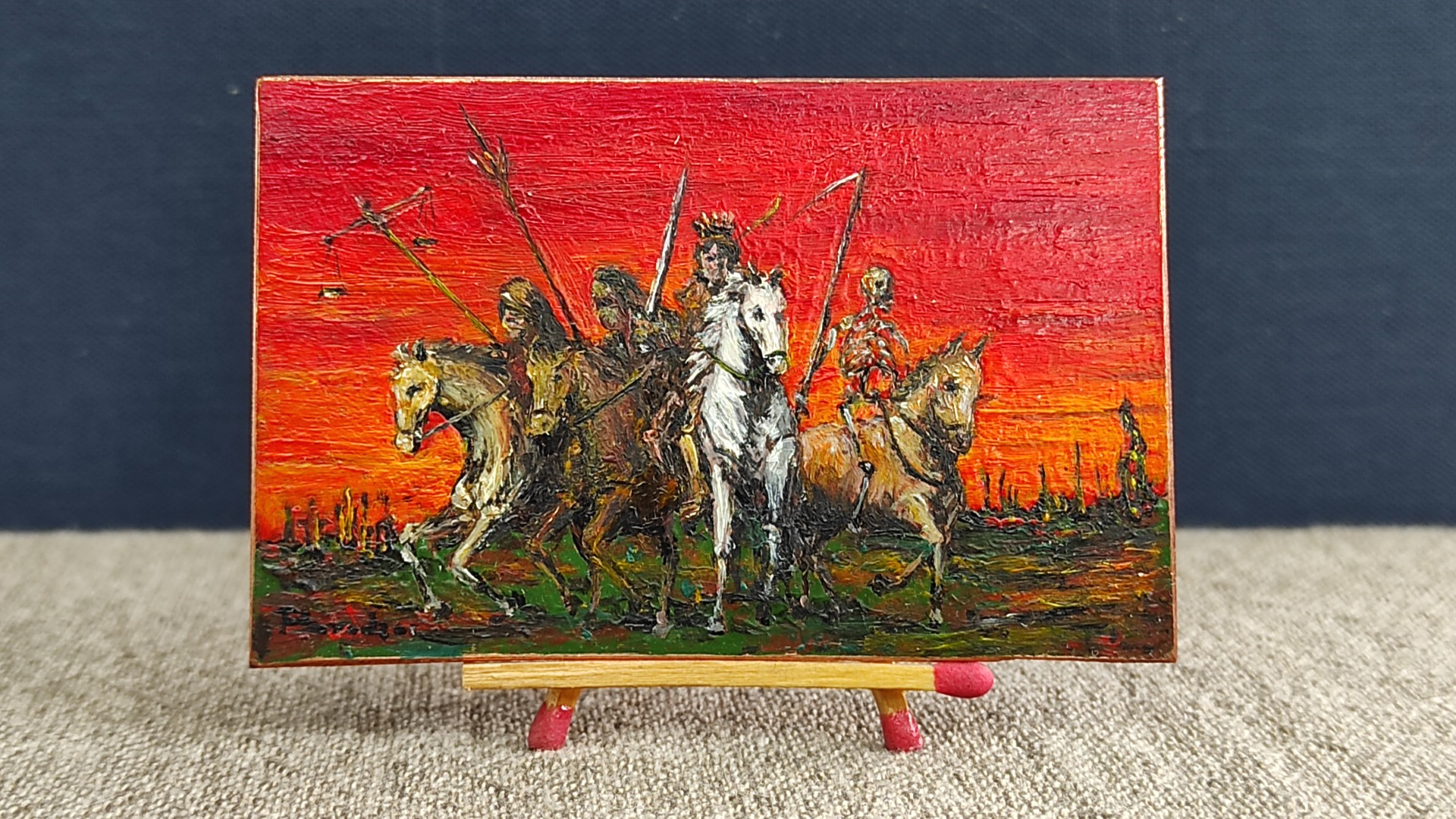
Os quatro Cavaleiros do Apocalipse são respectivamente fome, guerra, praga e morte. Pintura de Paweł Brodzisz, uma pessoa envolvida de arte - dimensões de 50 mm x 77 mm, no o Museu de Arte Profissional Miniatura Henryk Jan Dominiak em Tychy.

O Livro do Apocalipse, ou Livro da Revelação (também chamado de "Apocalipse de João"), é o último livro do Novo Testamento (e, portanto, o último livro da Bíblia Cristã). Escrito em grego koiné, seu título é derivado da primeira palavra do texto, "apokalypsis", que significa "apocalipse", "revelação" ou "desvendamento". É descrito como o único livro apocalíptico no cânone do Novo Testamento. Ele ocupa um lugar central na escatologia cristã.
O autor se identifica simplesmente como "João" no texto, mas sua identidade exata permanece um ponto de debate acadêmico. Escritores cristãos do segundo século, como Pápias de Hierápolis, Justino Mártir, Irineu, Melitão de Sardes, Clemente de Alexandria e o autor do Fragmento Muratoriano identificam João, o Apóstolo, como o João do Apocalipse. A pesquisa moderna geralmente adota uma visão diferente, com muitos estudiosos considerando que nada pode ser conhecido sobre o autor, exceto que ele era um profeta cristão. Os estudiosos teológicos modernos caracterizam o autor do Livro do Apocalipse como "João de Patmos". A maioria das fontes tradicionais data o livro ao reinado do imperador romano Domiciano (81–96 d.C.), e as evidências tendem a confirmar isso.
O livro abrange três gêneros literários: o epistolar, o apocalíptico e o profético. Ele começa com João, na ilha de Patmos, no Mar Egeu, dirigindo cartas às "Sete Igrejas da Ásia". Em seguida, descreve uma série de visões proféticas, incluindo figuras como o Dragão de Sete Cabeças, a Serpente e a Besta, que culminam na Segunda Vinda de Jesus.
A obscura e extravagante simbologia do livro levou a uma grande variedade de interpretações cristãs. Interpretações historicistas veem o Apocalipse como contendo uma visão ampla da história, enquanto as interpretações preteristas tratam o Apocalipse como referindo-se principalmente aos eventos da Era Apostólica (século I), ou, no máximo, à queda do Império Romano do Ocidente no século V. Já os futuristas acreditam que o Apocalipse descreve eventos futuros, com as sete igrejas se tornando o corpo de crentes ao longo das eras, e um ressurgimento ou governo contínuo de um sistema greco-romano com capacidades modernas descritas por João de maneira compreensível para ele. Por outro lado, as interpretações idealistas ou simbólicas consideram que o Apocalipse não se refere a pessoas ou eventos reais, mas é uma alegoria do caminho espiritual e da luta contínua entre o bem e o mal.

## Autoria
Exegetas, católicos e protestantes atribuem a sua autoria a João, o mesmo autor do Evangelho Segundo João, conforme o descrito no próprio livro:
| “ | Eu, João, irmão vosso e companheiro convosco na aflição, no reino, e na perseverança em Jesus, estava na ilha chamada Patmos por causa da palavra de Deus e do testemunho de Jesus. Eu fui arrebatado em espírito no dia do Senhor, e ouvi por detrás de mim uma grande voz, como de trombeta, que dizia: O que vês, escreve-o num livro, e envia-o às sete igrejas: a Éfeso, a Esmirna, a Pérgamo, a Tiatira, a Sardes, a Filadélfia e a Laodiceia. | ” |

Entretanto, correntes há que acreditam que o João mencionado aqui (referido como "João de Patmos") é outro indivíduo, diferente do apóstolo João. De acordo com Clarence Larkin, a circunstância de o estilo deste livro ser totalmente diferente das epístolas de João é porque o autor do livro é Jesus Cristo, sendo João apenas seu escriba.

## Interpretações

### Cristianismo
Para os cristãos, o livro possui a previsão dos últimos acontecimentos antes, durante e após o retorno do Messias de Deus. A interpretação, feita por protestantes e alguns católicos, é dividida em três grupos: preterista (as revelações ocorreram no passado), historicista (a ocorrência das revelações se dá com o passar da história) e futurista (as revelações ocorrerão no futuro).
A literatura apocalíptica tem uma importância considerável na história da tradição judaico-cristã-islâmica, ao veicular crenças como a ressurreição dos mortos, o dia do Juízo Final, o céu, o inferno e outras que são ali referidas de forma mais ou menos explícita.

“Revelação de Jesus Cristo, a qual Deus lhe deu, para mostrar aos seus servos as coisas que brevemente devem acontecer; e pelo seu anjo as enviou, e as notificou a João seu servo; O qual testificou da palavra de Deus, e do testemunho de Jesus Cristo, e de tudo o que tem visto. Bem aventurado aquele que lê, e os que ouvem as palavras desta profecia, e guardam as coisas que nela estão escritas; porque
o tempo está próximo.”

— Apocalipse 1:1-3

#### Teologia amilenista
Uma vez que o livro é escrito em linguagem simbólica, profética, dá margem a inúmeras interpretações pelos diversos segmentos cristãos.
A teologia amilenista traz em seu bojo a interpretação não-literal, isto é, as imagens que aparecem no livro significam algo, e, por isso, entende que o Milênio não será formado de mil anos literais, mas um período de tempo indeterminado (3 anos e meio, um tempo, dois tempos e metade de um tempo, 42 meses e 1260 dias são sinônimos e representam inexatidão de tempo). Neste tempo inexato, os povos serão chamados para que sirvam Cristo e os que o seguirem serão marcados para a salvação.

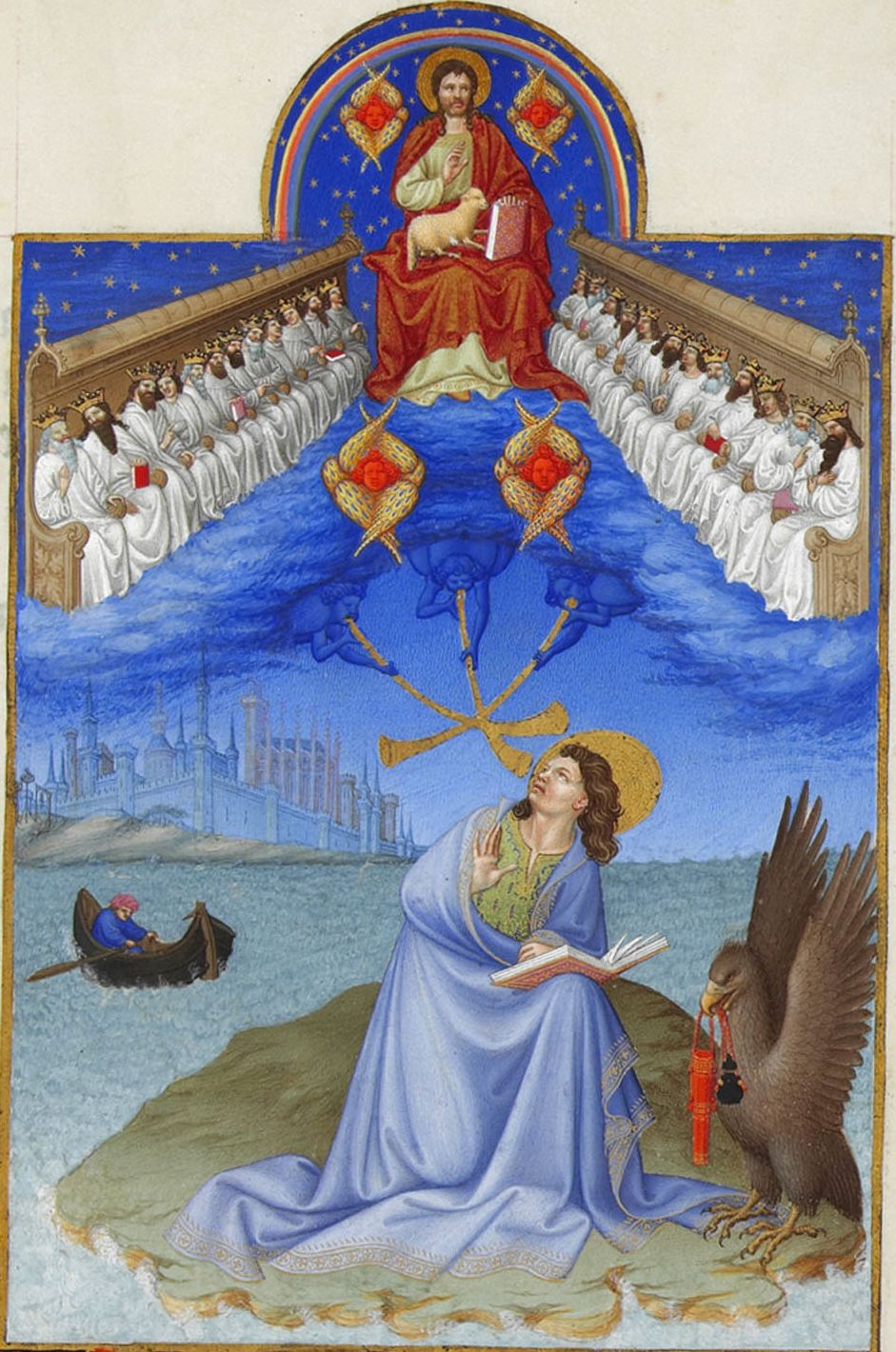
João na ilha de Patmos

Assim, já estamos no Milênio e, a Grande Tribulação ainda está por vir, apesar de os salvos já viverem a tribulação dentro de um mundo corrupto e mau. A Grande Tribulação está sendo implantada à medida que a era da pregação do evangelho (Milênio) termina. No final do Milênio aparecerá o Anticristo (que trará a Grande Tribulação) e será eliminado pela Palavra do Senhor, isto é, Jesus Cristo. O fim é descrito com o aprisionamento definitivo da besta, do falso profeta, de Satanás e de seus demônios no Lago de Fogo e enxofre. Segue-se a isso o Juízo Final e o destino eterno dos salvos - a Nova Jerusalém.

#### Teologia pré-milenista
A teologia pré-milenista (significando que Jesus viria antes do Milênio), traz em seu bojo a interpretação literal das imagens/figuras e, por este modo, entende que os sete anos da grande tribulação, onde após o arrebatamento da igreja, a Terra passaria por três anos e meio de paz (com o reinado do Anticristo - que perseguiria os cristãos que não tivessem o Número da Besta, a qual possibilitaria o livre comércio entre as pessoas. Tal marca, diz o profeta, seria posta na testa ou na mão das pessoas e haveria três anos e meio de grande aflição. Após esse período, ocorreria o início do Milênio (onde a igreja reinaria com Cristo na Terra). Terminado o Milênio, dar-se-ia início ao Juízo Final, onde o Messias reinaria definitivamente, lançando Satanás e seus anjos (demônios) no lago de fogo.
Neste livro o autor discorre sobre as consequências do acatamento ou não dos apelos do Novo Testamento ("voltem-se para Deus", "arrependam-se de seus pecados") dividindo então os santos (aqueles que se converteram a Deus, por meio da fé em Jesus Cristo) e os que se negaram a viver com ele.
Existem basicamente, quatro linhas de estudos acerca da interpretação do livro apocalíptico:

#### Linguagem simbólica
No entendimento simbólico, dizem basicamente que se referem às perseguições que os cristãos sofreram dos romanos e sofreriam ao longo da história. Segundo este entendimento, João utilizava simbologia para detalhar o sofrimento que estavam passando, e utilizava esse meio para falar com outros cristãos e dificultar assim o entendimento por parte de seus opressores.

#### Linguagem profética
Na profética, segundo uma teologia comum das igrejas protestantes, João teria recebido visões através de Jesus Cristo por meio de um anjo, que mostrou-lhe o que aconteceria durante o período da presente dispensação (até o fim do mundo). De entre estes acontecimentos está o mais famoso que é o Juízo Final, que seria o resultado (eterno) do acatamento ou não dos apelos do Novo Testamento que são:
1. Voltar-se para Deus.
2. Arrependimento dos pecados.
3. Confessar Jesus Cristo como Messias.
4. Batismo.

Dividindo, então, a humanidade entre os santos (aqueles que aceitaram) e os pecadores que se negaram a ouvir os apelos e mudar de atitude.
Segundo a visão profética, o "Juízo Final" trará o céu eterno para os santos e o inferno eterno para os pecadores.
Ainda segundo o entendimento profético do livro, temos a seguinte linha escatológica:
1. Carta às igrejas.
2. Princípio das dores (pequenas catástrofes).
3. Abertura dos selos (Cavaleiros do Apocalipse, clamor dos mártires, grande sismo e abalos celestes).
4. Governo do Anticristo por 7 anos, (sinal da Besta, paz, guerras).
5. Anjos derramam taças sobre a Terra, que significa a ira de Deus em 7 etapas (fome, pestes, sismos, maremotos, etc.).
6. Volta de Jesus Cristo e da Igreja à Terra.
7. Governo Milenar de Jesus Cristo.
8. Juízo Final.
9. Novo céu e nova terra.

O sinal ou marca da besta é alvo de diversas interpretações. Existem aqueles que dizem que o sinal será literalmente posto na mão direita ou na testa, e acusam o Verichip de ser esse sinal. Outros preferem uma visão mais simbólica e interpretam que o sinal da besta na mão direita ou na testa significaria respetivamente atitudes e pensamentos segundo as intenções da besta, e contrários a Deus.
Um exemplo de tal interpretação tem os adventistas, que creem que se pode identificar o sinal da Besta identificando qual o sinal contrário, isto é, o "sinal de Deus", que eles creem ser a observância do sábado. Neste caso, para eles, a marca da besta seria a observância do domingo, reconhecido como dia do Senhor tanto por católicos como por protestantes.
Porém, correntes atuais ponderam que o sinal da Besta nada mais é que algo compreensível, que quem recebê-lo saberá exatamente o que está fazendo, pois a expressão "é número de homem" remete a algo comum, notório para todos, pois até mesmo pessoas iletradas reconhecem números com facilidade, ao contrário da corrente que há alguns anos acusava o código de barras e agora o Verichip. Existe também a possibilidade de ser um número bem no centro da testa escrito 666 (seiscentos e sessenta e seis).

### Visão Espírita
Segundo a visão espírita-cristã acerca do Livro das Revelações, João Evangelista, sob a orientação do Alto, deixa registrada para a posteridade uma carta em forma de revelação profética - Uma revelação autêntica sobre o futuro próximo a aquela época, e os tempos do fim. As mensagens e revelações contêm linguagem figurativa, que sugere as realidades espirituais em torno e por trás da experiência histórica. Evidências encontradas no próprio texto, indicariam que o Livro do Apocalipse fora escrito durante período de extrema perseguição aos cristãos, provavelmente no período compreendido entre o reinado de Nero, em julho de 64, e a destruição de Jerusalém, em setembro de 70, como relata Estêvão, no livro Apocalipse - Uma Interpretação Espírita das Profecias.
A mensagem central do Apocalipse é que "já reina o Senhor nosso Deus, o Todo-Poderoso" (Ap 19:6). O objetivo da mensagem apocalíptica era fornecer estímulo pastoral aos cristãos perseguidos, confortando, desafiando e proclamando a esperança cristã garantida e certa, além de ratificar a certeza de que, em Cristo, eles compartilhavam o método soberano de Deus. Por meio da espiritualidade em todas suas manifestações, haveriam de alcançar a superação total das forças de oposição à nova ordem que se estabelecia, pois que essa constituía a vontade do Altíssimo.
Segundo o espiritismo, em desdobramento ("Eu fui arrebatado em Espírito" Apocalipse 1:10), João recebera as revelações na forma de figuras vividas e imagens simbólicas, que se assemelham àquelas encontradas nos livros proféticos do Antigo Testamento. Ele registra suas visões na ordem em que as recebeu, muitas das quais retratam os mesmos acontecimentos através de diferentes perspectivas. Sendo assim, ele não estabelece uma ordem cronológica na qual determinados eventos históricos devem necessariamente acontecer, nem encadeia as profecias do Apocalipse em uma sucessão cronológica.
O caráter do livro apocalíptico é perfeitamente demonstrado já no início do capítulo (Apocalipse 1:1). É uma revelação que o Alto proporciona, por via mediúnica, pois é transmitida a João por intermédio de elevado Mensageiro espiritual — o anjo que se lhe apresenta, ante a visão psíquica, os propósitos que o Cristo o transmitiu.
Nas comunidades religiosas da época, as chamadas ekklesias, começava a obra do "homem do pecado" (expressão de Paulo utilizada em II Tessalonicenses 2:3), isto é, a penetração de doutrinas humanas, que, lentamente, foram-se integrando ao núcleo primitivo do cristianismo, às comunidades cristãs. Nas epístolas aos seus discípulos Timóteo e Tito, bem como na carta aos hebreus, Paulo já chamava a atenção para o perigo de se desviar da "sã doutrina", como que prevendo as dificuldades que iriam abater-se sobre o edifício duramente construído da doutrina cristã (cf. 1Tm 1:10, Tt 2:1, Hb 13:9).
É em meio a esse clima que vieram os alertas do apóstolo João, no livro Apocalipse.

## Influência de outras culturas
O Cristianismo é influenciado pelo Judaísmo evidentemente. O livro de Daniel, pertencente à Bíblia, apresenta semelhanças com a doutrina e pensamento zoroástrico.